# Jakob Angermair
Jakob Angermair (* 26. Februar 1869 in Fürstenfeldbruck; † möglicherweise 1945) war ein deutscher Architekt und Hauptkonservator am Bayerischen Nationalmuseum.

## Leben
Angermair studierte von 1890 bis 1893 an der Königlichen Kunstgewerbeschule München. Bis 1900 arbeitete er zunächst als Architekt bei Leonhard Romeis und machte sich danach mit einem eigenen Büro selbständig. Im Jahr 1900 erfolgte der Eintritt in das Generalkonservatorium, wobei er bis 1902 weiterhin selbständig tätig war. Bis 1920 war Angermair Konservator und danach bis zu seinem Eintritt in den Ruhestand im Jahr 1929 Hauptkonservator.